# Scapteriscus macrocellus
Scapteriscus macrocellus är en insektsart som beskrevs av Nickle 2003. Scapteriscus macrocellus ingår i släktet Scapteriscus och familjen mullvadssyrsor. Inga underarter finns listade i Catalogue of Life.